# Emel Dereli
Emel Dereli (Zonguldak, 25 febbraio 1996) è una pesista turca.

## Palmarès
| Anno | Manifestazione      | Sede           | Evento         | Risultato | Prestazione | Note                                     |
| ---- | ------------------- | -------------- | -------------- | --------- | ----------- | ---------------------------------------- |
| 2012 | Mondiali indoor     | Istanbul       | Getto del peso | 17ª (q)   | 16,02 m     |                                          |
| 2012 | Mondiali juniores   | Barcellona     | Getto del peso | 8ª        | 15,86 m     |                                          |
| 2013 | Mondiali allievi    | Donec'k        | Getto del peso | Oro       | 20,14 m     | Record dei campionati                    |
| 2013 | Europei juniores    | Rieti          | Getto del peso | Oro       | 18,04 m     | Record nazionale                         |
| 2013 | Mondiali            | Mosca          | Getto del peso | 16ª (q)   | 16,60 m     |                                          |
| 2014 | Mondiali juniores   | Eugene         | Getto del peso | Bronzo    | 16,55 m     |                                          |
| 2015 | Europei juniores    | Eskilstuna     | Getto del peso | Oro       | 18,40 m     | Miglior prestazione nazionale under 20   |
| 2016 | Europei             | Amsterdam      | Getto del peso | Bronzo    | 18,22 m     |                                          |
| 2016 | Giochi olimpici     | Rio de Janeiro | Getto del peso | 24ª (q)   | 17,01 m     |                                          |
| 2017 | Europei indoor      | Belgrado       | Getto del peso | 13ª (q)   | 17,10 m     |                                          |
| 2017 | Europei under 23    | Bydgoszcz      | Getto del peso | 4ª        | 17,45 m     |                                          |
| 2019 | Europei indoor      | Glasgow        | Getto del peso | 15ª (q)   | 16,79 m     |                                          |
| 2019 | Mondiali            | Doha           | Getto del peso | 16ª (q)   | 17,71 m     |                                          |
| 2021 | Europei indoor      | Toruń          | Getto del peso | 11ª (q)   | 17,83 m     |                                          |
| 2021 | Giochi olimpici     | Tokyo          | Getto del peso | 16ª (q)   | 17,81 m     |                                          |
| 2022 | Europei             | Monaco         | Getto del peso | 21ª (q)   | 16,56 m     |                                          |
| 2023 | Giochi universitari | Chengdu        | Getto del peso | 4ª        | 16,85 m     | Miglior prestazione personale stagionale |
| 2024 | Europei             | Roma           | Getto del peso | 11ª       | 17,52 m     |                                          |
| 2024 | Giochi olimpici     | Parigi         | Getto del peso | 24ª (q)   | 17,02 m     |                                          |